# Прель (Изер)
Прель (фр. Presles) — коммуна во Франции, находится в регионе Рона — Альпы. Департамент коммуны — Изер. Входит в состав кантона Сюд Грезиводан. Округ коммуны — Гренобль.
Код INSEE коммуны — 38322. Население коммуны на 2012 год составляло 98 человек. Населённый пункт находится на высоте от 468 до 1370 метров над уровнем моря. Муниципалитет расположен на расстоянии около 480 км юго-восточнее Парижа, 90 км юго-восточнее Лиона, 29 км западнее Гренобля. Мэр коммуны — Мишель Вийар, мандат действует на протяжении 2014—2020 гг.
Динамика населения (INSEE):